# Anthurium flexile
Anthurium flexile är en kallaväxtart som beskrevs av Heinrich Wilhelm Schott. Anthurium flexile ingår i släktet Anthurium och familjen kallaväxter.

## Underarter
Arten delas in i följande underarter:
- A. f. flexile
- A. f. muelleri